# بافيل بلياييف
بافيل إيفانوفيتش بلياييف (بالروسية: Павел Иванович Беляев)‏; 26 حزيران\يونيو 1925 – 10 كانون الثاني\يناير 1970)، كان طياراً مقاتلاً ورائد فضاء من الاتحاد السوفيتي، ذا خبرة واسعة في تجربة أنواع مختلفة من الطائرات. كان قائداً لسلك رواد الفضاء، قاد مهمة فوسخود 2 التاريخية التي شهدت أول سير في الفضاء عام 1965 والذي نفذه زميله في المهمة أليكسي ليونوف.

## النشأة
كان بافيل أحد 6 أخوة، وكانت عائلته وأصدقاؤه ينادونه باسم «پاشا». ولد بتاريخ 26 حزيران (يونيو) 1925, في تشيلششيفو، والتي تعرف الآن باسم مقاطعة بابوشكينسي في فولوغدا أوبلاست، روسيا. عام 1932، انتقلت العائلة إلى قرية مينكوفو.كان والده مساعد طبيب وعملت والدته في مزرعة جماعية. بدأ بلياييف تعليمه في سن السابعة عام 1932. كانت الفيزياء والجغرافيا مواضيعه المفضلة. عندما كان صبياً، كان يستمتع بلعب الهوكي والصيد. قبل عيد ميلاده الثالث عشر، انتقلت العائلة إلى منطقة كامينسك-أورالسكي. واصل تعليمه في مدرسة غوركوغو الثانوية..
عام 1942، التحق بيلياييف بعملٍ مؤقت في مصنع، وأصبح فيما بعد عامل فحص في كامينسك-أورالسكي لدعم المجهود الحربي. تقدّم للالتحاق بمدرسة القوات الجوية الخاصة في يكاترينبورغ، لكنه فشل في الحصول على قبول. ثم حاول الانضمام إلى وحدة التزلج القتالية كمتطوع، لكنه رُفض مرّة أخرى لأنه كان صغيراً. عام 1943، قبل أن يبلغ 18 عاماً، استدعي للتعبئة العامة. دخل مدرسة سرابول الثالثة حيث بدأ التدريب كطيار بحري. تخرج عام 1944 ثم انتقل إلى مدرسة ستالين البحرية الجوية.

## الوظيفة في سلاح الجو
Belyayev graduated as a military pilot in 1945 with the rank of junior lieutenant. انتهت الحرب في الغرب، لذا أُرسل بيلياييف للدفاع عن المناطق الشرقية لروسيا. طار بيلياييف مع الطيارين المقاتلين ياكوفليف ولافوتشكين وميكويان في الأيام الأخيرة من الغزو السوفيتي لمنشوريا في آب (أغسطس) 1945. بقي بيلياييف في الشرق للعقد التالي، متمركزاً في سيبيريا. حصل على ترقية إلى رتبة ملازم عام 1947. في عام 1948 تزوج من تاتيانا بريكاشيكوفا. كما حصل على ترقية لترتبة ملازم أول عام 1950. خلال هذه الفترة، طار في سبعة أنواع مختلفة من الطائرات ليصبح أحد أكثر القادة الطيارين الموهوبين في الاتحاد السوفيتي. حصل على وسام الخدمة القتالية المتميزة عام 1953، ثم ترقية لرتبة نقيب عام 1954. في أوقات فراغه، تابع دراساته الأكاديمية ومواهبه بما في ذلك القراءة وكتابة الشعر والعزف على البيانو والأكورديون.
عام 1956، نجح بيلياييف في الالتحق بأكاديمية الراية الحمراء لسلاح الجو للدراسة. تخرج منها عام 1959 كطيار عسكري من الدرجة الثانية برتبة رائد.

## وصلات خارجية
- بافيل بلياييف على موقع الموسوعة البريطانية (الإنجليزية)
- بافيل بلياييف على موقع مونزينجر (الألمانية)
- الموقع الرسمي لإدارة مدينة بيكونور - المواطنون الفخريون من بيكونور